# Tesfaldet Tekie
Tesfaldet Simon Tekie (4 juni 1997) is een Zweeds voetballer van Eritrese afkomst die bij voorkeur als defensieve middenvelder speelt. In 2019 debuteerde hij in het Zweeds voetbalelftal.

## Clubcarrière

### IFK Norrköping
Tekie werd geboren in Eritrea en verhuisde op negenjarige leeftijd naar Göteborg. Hij speelde in de jeugd bij Marieholm BoIK en Gunnilse IS. In 2013 trok hij naar IFK Norrköping, dat hem verhuurde aan IF Sylvia. Op 5 april 2015 debuteerde hij in het shirt van IFK Norrköping in de Allsvenskan tegen Örebro SK. In zijn debuutjaar speelde de verdedigende middenvelder zes competitiewedstrijden. Het seizoen erop speelde hij 26 competitieduels.

### Östersunds FK
Op 19 januari 2017 tekende Tekie een contract tot medio 2020 bij KAA Gent. Hij kon bij Gent geen speelminuten verzamelen in 2017. In december 2017 verlengde hij zijn contract bij KAA Gent tot 2021, dat hem van januari 2018 tot juni 2019 verhuurde aan het Zweedse Östersunds FK. In september 2019 werd zijn contract bij KAA Gent ontbonden. 

### Fortuna Sittard
Op 9 september 2019 tekende Tekie een contract voor twee seizoenen bij Fortuna Sittard. Hij maakte op 21 september zijn debuut voor Fortuna in de 4-2 nederlaag tegen Vitesse. Op 30 maart 2021 werd het aflopende contract van tekie met één jaar verlengd. Op 25 april 2021 maakte hij tegen ADO Den Haag (3-0 overwinning) zijn eerste doelpunt voor Fortuna. In drie seizoenen bij Fortuna kwam Tekie tot 86 wedstrijden, waarin hij twee doelpunten maakte. Na het seizoen 2021/22 verliet hij Fortuna Sittard transfervrij.

### Go Ahead Eagles
Aan het einde van de zomerse transferperiode was Tekie nog altijd clubloos, maar op 8 september 2022 tekende hij een contract voor één seizoen bij Go Ahead Eagles. Hij kreeg rugnummer 15 en debuteerde tien dagen later tegen FC Emmen (2-0 winst). Omdat hij moeilijk kon aarden kwamen de club en Tekie in januari 2023 overeen om het contract te ontbinden. Tekie keerde terug naar Zweden, waar hij onder contract kwam te staan van Hammarby IF.

## Clubstatistieken
| Seizoen     | Club               | Competitie    | Competitie | Competitie | Competitie | Beker | Beker | Beker | Internationaal | Internationaal | Internationaal | Totaal | Totaal | Totaal |
| Seizoen     | Club               | Competitie    | Wed.       | Dlp.       | Ass.       | Wed.  | Dlp.  | Ass.  | Wed.           | Dlp.           | Ass.           | Wed.   | Dlp.   | Ass.   |
| ----------- | ------------------ | ------------- | ---------- | ---------- | ---------- | ----- | ----- | ----- | -------------- | -------------- | -------------- | ------ | ------ | ------ |
| 2014        | IFK Norrköping     | Allsvenskan   | 0          | 0          | 0          | 0     | 0     | 0     | —              | —              | —              | 0      | 0      | 0      |
| Club Totaal | Club Totaal        | Club Totaal   | 0          | 0          | 0          | 0     | 0     | 0     | 0              | 0              | 0              | 0      | 0      | 0      |
| 2014        | → IF Sylvia        | Ettan         | 11         | 1          | 0          | 0     | 0     | 0     | —              | —              | —              | 11     | 1      | 0      |
| Club Totaal | Club Totaal        | Club Totaal   | 11         | 1          | 0          | 0     | 0     | 0     | 0              | 0              | 0              | 11     | 1      | 0      |
| 2015        | IFK Norrköping     | Allsvenskan   | 6          | 0          | 1          | 5     | 0     | 1     | —              | —              | —              | 11     | 0      | 2      |
| 2016        | IFK Norrköping     | Allsvenskan   | 26         | 0          | 3          | 0     | 0     | 0     | 2              | 0              | 0              | 28     | 0      | 3      |
| Club Totaal | Club Totaal        | Club Totaal   | 32         | 0          | 4          | 5     | 0     | 1     | 2              | 0              | 0              | 39     | 0      | 5      |
| 2018        | → Östersunds FK    | Allsvenskan   | 15         | 1          | 3          | 5     | 1     | 0     | 2              | 0              | 0              | 22     | 2      | 3      |
| 2019        | → Östersunds FK    | Allsvenskan   | 12         | 1          | 1          | 0     | 0     | 0     | —              | —              | —              | 12     | 1      | 1      |
| Club Totaal | Club Totaal        | Club Totaal   | 27         | 2          | 4          | 5     | 1     | 0     | 2              | 0              | 0              | 34     | 3      | 4      |
| 2019/20     | Fortuna Sittard    | Eredivisie    | 20         | 0          | 0          | 3     | 0     | 0     | —              | —              | —              | 23     | 0      | 0      |
| 2020/21     | Fortuna Sittard    | Eredivisie    | 33         | 1          | 3          | 2     | 0     | 1     | —              | —              | —              | 35     | 1      | 4      |
| 2021/22     | Fortuna Sittard    | Eredivisie    | 27         | 1          | 3          | 1     | 0     | 0     | —              | —              | —              | 28     | 1      | 3      |
| Club Totaal | Club Totaal        | Club Totaal   | 80         | 2          | 6          | 6     | 0     | 1     | 0              | 0              | 0              | 86     | 2      | 7      |
| 2022/23     | Go Ahead Eagles    | Eredivisie    | 8          | 0          | 0          | 2     | 0     | 1     | —              | —              | —              | 10     | 0      | 1      |
| Club Totaal | Club Totaal        | Club Totaal   | 8          | 0          | 0          | 2     | 0     | 1     | 0              | 0              | 0              | 10     | 0      | 1      |
| 2023        | Hammarby IF        | Allsvenskan   | 16         | 2          | 1          | 5     | 1     | 1     | —              | —              | —              | 21     | 3      | 2      |
| Club Totaal | Club Totaal        | Club Totaal   | 16         | 2          | 1          | 5     | 1     | 1     | 0              | 0              | 0              | 21     | 3      | 2      |
| 2023/24     | → Apollon Limassol | Cyprus League | 12         | 0          | 1          | 1     | 0     | 0     | —              | —              | —              | 13     | 0      | 1      |
| Club Totaal | Club Totaal        | Club Totaal   | 12         | 0          | 1          | 1     | 0     | 0     | 0              | 0              | 0              | 13     | 0      | 1      |
| 2024        | Hammarby IF        | Allsvenskan   | 29         | 4          | 2          | 2     | 0     | 0     | —              | —              | —              | 31     | 4      | 2      |
| 2025        | Hammarby IF        | Allsvenskan   | 5          | 0          | 2          | 3     | 0     | 0     | —              | —              | —              | 8      | 0      | 2      |
| Club Totaal | Club Totaal        | Club Totaal   | 50         | 6          | 5          | 10    | 1     | 1     | 0              | 0              | 0              | 60     | 7      | 6      |
| Totaal      | Totaal             | Totaal        | 220        | 11         | 20         | 29    | 2     | 4     | 4              | 0              | 0              | 253    | 13     | 24     |

## Interlandcarrière
Tekie kwam uit voor diverse Zweedse nationale jeugdelftallen. Op 11 januari 2019 debuteerde hij in het Zweeds voetbalelftal in een vriendschappelijke wedstrijd tegen IJsland (2-2). Na 64 minuten werd hij vervangen door Alexander Fransson.
| Interlands van Tesfaldet Tekie voor Zweden | Interlands van Tesfaldet Tekie voor Zweden | Interlands van Tesfaldet Tekie voor Zweden | Interlands van Tesfaldet Tekie voor Zweden | Interlands van Tesfaldet Tekie voor Zweden | Interlands van Tesfaldet Tekie voor Zweden |
| №                                          | Datum                                      | Wedstrijd                                  | Uitslag                                    | Competitie                                 | Goals                                      |
| ------------------------------------------ | ------------------------------------------ | ------------------------------------------ | ------------------------------------------ | ------------------------------------------ | ------------------------------------------ |
|                                            |                                            |                                            |                                            |                                            |                                            |
| Als speler bij Östersunds FK               |                                            |                                            |                                            |                                            |                                            |
| 1.                                         | 11 januari 2019                            | Zweden – IJsland                           | 2 – 2                                      | Vriendschappelijk                          |                                            |

## Erelijst
IFK Norrköping
Allsvenskan: 2015